# Chambre française de commerce et d'industrie de Belgique
La Chambre de commerce et d'industrie FRANCE BELGIQUE (CCIFB) est un organisme privé de droit belge fondé en 1885 dont la vocation principale est d’aider au développement des échanges commerciaux entre la France et la Belgique.
La CCIFB est membre de l'Union des chambres de commerce et d'industrie françaises à l'étranger  regroupant 124 chambres de commerce françaises dans 93 pays.

## Club Affaires
Le « Club Affaires » de la CCIFB regroupe plus de 300 membres, représentant l’ensemble des secteurs d’activités, et entretient une véritable dynamique au sein de la communauté d’affaires franco-belge.
Il permet à ses membres :
- De créer et d’entretenir des relations à haut niveau avec l’ensemble des dirigeants des entreprises belges et françaises en Belgique ;
- De bénéficier d’un accès privilégié aux prestations, services et centre documentaire de la Chambre ;
- De rencontrer, à l’occasion des manifestations organisées par la CCIFB des personnalités de premier plan du monde des affaires, de la politique, de la pensée et de la culture.

## Service d'appui aux entreprises
Le Service d'appui aux entreprises de la CCIFB propose un ensemble de services destinés à aider les entreprises françaises dans leurs démarches de prospection ou d'implantation en Belgique :
Aide à l’exportation – appui commercial
- Renseignements financiers entreprises belges ;
- Liste d’entreprises ;
- Diagnostic produits/marché ;
- Prospection : recherche de clients, distributeurs et fournisseurs.

Aide à l’implantation – appui juridique et RH
- Choix de la forme juridique : constitution de société, ouverture de succursale ;
- Démarches administratives de création d’entreprise.

Assistance en recrutement
- Pré-recrutement de personnel salarié ;
- Recherche d’agents.

## Le Centred'affaires
La CCIFB met plus de 1 700 m² de bureaux et de salles de réunions à disposition des entreprises souhaitant disposer d’une antenne à Bruxelles et des organisations souhaitant disposer d’une cellule de lobbying européen.
- Location de bureaux et hébergement de VIE ;
- Location ponctuelle de bureaux et de salles de réunion ;
- Domiciliation, boîtes postales.

## Événements
Le 28 octobre 2010, la CFCIB a célébré ses 125 ans d’existence au service du développement des échanges franco-belges